# Robert Harward
Robert S. Harward jr. (Newport, 1956) è un ammiraglio statunitense, attuale dirigente della Lockheed Martin negli Emirati Arabi Uniti.
È stato un membro delle forze speciali della Marina degli Stati Uniti fino al 2013, anno del suo ritiro dalla carriera militare, dalla quale si è congedato con il grado di Viceammiraglio, ottenuto nel 2011.
Il 14 febbraio 2017, in seguito allo scandalo che ha colpito Michael T. Flynn è stato designato da Donald Trump come suo successore nel ruolo di Consigliere per la sicurezza nazionale, ma l'ex Viceammiraglio dopo alcuni giorni di riflessione, il 17 febbraio ha declinato l'offerta del Presidente degli Stati Uniti.

## Biografia
Nato in una famiglia della Marina militare statunitense, Harward è cresciuto nell'Iran pre-rivoluzionario, dove il padre, capitano della Marina, era un consigliere militare ai tempi dello Shah. Si è diplomato alla Tehran American School e parla correttamente il farsi, lingua che ha usato durante la missione in Afghanistan per interagire con la popolazione locale di lingua dari, una lingua molto simile alla lingua persiana. Ha il culto della forma fisica, spesso usato per umiliare i commilitoni più giovani con le sue escursioni in montagna. Ha una laurea magistrale in "Relazioni Internazionali e Sicurezza" presso il Naval War College di Newport (Rhode Island).

## Carriera
Ha ricoperto il ruolo di Direttore della sezione "Strategy and Defense Issues" nel National Security Council nel 2003, sotto la Presidenza di George W. Bush. Diventa Rappresentante dei Capi di Stato Maggiore al National Counterterrorism Center come membro del Senior Interagency Strategy Team nel 2005. Dal 2011 al 2013 è stato nominato, sotto la direzione di James Mattis, Vice Comandante dello United States Central Command. Ha partecipato a diverse missioni in Kuwait, Bosnia, Afghanistan e Iraq.

## Carriera civile
Dopo il ritiro dall'esercito ha lavorato per la Lockheed Martin nella sede di Abu Dhabi, capitale degli Emirati Arabi Uniti, dove svolge il ruolo di Capo Esecutivo delle attività dell'azienda.
Dal settembre del 2019 è entrato nel consiglio tecnico-scientifico della Patriot One Technologies, un'azienda di sicurezza informatica.